# Università della Florida Meridionale
L'Università della Florida Meridionale (in inglese University of South Florida), nota anche con l'acronimo USF, è un'istituzione universitaria statunitense di Tampa, nello stato della Florida, ma ha scuole e facoltà anche a Saint Petersburg e a Sarasota.
Fondata nel 1956, è un'università statale ed è gestita dal governo della Florida.

## Sport
I Bulls fanno parte della American Athletic Conference in NCAA Division I (fino al 2013 facevano parte della Big East Conference). Il football americano e la pallacanestro sono gli sport principali.

### Pallacanestro
South Florida vanta alcune partecipazioni al torneo NCAA ma non è mai entrata nemmeno fra le Sweet Sixteen.

## Open Access
Scholar Commons è un servizio a cura della Biblioteca della Florida Tampa che riguarda la pubblicazione delle tesi e delle dissertazioni di dottarato, atti di conferenze e convegni ospitati dall'ateneo, paper dei suoi docenti e ricercatori. Inoltre, il servizio cura l'edizione di una ventina di riviste liberamente consultabili in modalità testo integrale, sottoposte a revisione paritaria, registrate con codifica ISSN e aperte al contributo di autori esterni.